# シモーネ・ヴェルガッソーラ
シモーネ・ヴェルガッソーラ（Simone Vergassola、1976年1月24日 - ）は、イタリア・リグーリア州ラ・スペツィア出身の元サッカー選手。現役時代のポジションはMF。

## 経歴
セリエC1のカッラレーゼ・カルチョでプロデビューした後、1996年にUCサンプドリアへ移籍してセリエAデビュー。サンプドリアには、セリエAで3シーズン、チームがセリエBに降格した1999-2000シーズンから2年間の計5シーズン在籍し、2001年夏にトリノFCへ移籍した。そのトリノでも3年目にセリエB降格を経験。2004年1月にACシエーナへ移籍した。シエーナでは加入直後から主力としてプレーし、クラブの歴代出場記録を更新している。2015年7月19日、クラブのレガ・プロ昇格を置き土産に現役を引退した。

## タイトル
シエナ
- セリエD : 2014-15